# Microrreserva Alt de les Xemeneies
La microrreserva de flora Alt de les Xemeneies se sitúa en el término municipal de Tibi, Provincia de Alicante, y tiene una superficie de 1,957 ha.

## Especies prioritarias
Centaurea spachii, Cytisus scoparius subsp. reverchonii e Iberis carnosa subsp. hegelmaieri.

## Unidades de vegetación prioritarias
- Encinares, Quercetum rotundifoliae, (código Natura 2000: 9340).
- Zonas subestépicas de gramíneas y anuales, Teucrio-Brachypodietum ramosi, (código Natura 2000: 6220*).

## Limitaciones de uso
Queda prohibida la realización de aprovechamientos madereros. No podrán realizarse aclareos o labores silvícolas dentro de la microrreserva, exceptuados los siguientes casos:
1. Programación de tareas de naturalización y recuperación del encinar de la zona, con eliminación selectiva y progresiva de los pies menos desarrollados de los pinos, evitando la alteración del perfil del suelo y de la vegetación ya consolidada.
2. Extracciones por motivos fitosanitarios o para evitar daños por caída sobre las personas o las poblaciones de especies protegidas o amenazadas.
3. Aclareos del pinar post-incendio, en el caso de que la zona sufriera incendios forestales. Dichos aclareos deberán estar contemplados en un programa específico multianual.

- Datos: Q6013416